# Holstebro
Holstebro là một thành phố Đan Mạch. Dân số thành phố này tại thời điểm năm 2011 là 34.241 người. Đây là thành phố đông dân thứ 19 của Đan Mạch.